# سينماكس
سينماكس (بالإنجليزية: Cinemax) قناة كابل تلفزيونية مدفوعة أمريكية. تملكها شركة هوم بوكس أوفيس التابعة لشركة تايم وارنر. تعرض القناة أفلام، مسلسلات أصلية، وبرامج وثائقية. أسست القناة في 1 أغسطس، عام 1980، ويقع مقرها في مدينة نيويورك، نيويورك، الولايات المتحدة.
اعتباراً من يوليو، 2015، مايُقارب 12.325 مليون أسرة في الولايات المتحدة (18.3% من الأسر التي تمتلك تلفاز وتتلقى بثّ مدفوع) يتلقون بثّ قناة سينماكس.

## البرامج

### برامج أصلية
| العنوان      | النوع        | تاريخ البثّ            |
| ------------ | ------------ | --------------------- |
| الموهبة      | دراما        | 8 أغسطس، 2014 - الآن  |
| منبوذ        | رعب، دراما   | 3 يونيو، 2016 - الآن  |
| طريد العدالة | دراما، جريمة | 9 سبتمبر، 2016 - الآن |

## وصلات خارجية
- الموقع الرسمي